# Бергер фон дер Плейсе, Иоганн
Иоганн Бергер фон дер Плейсе (нем. Johann Nepomuk Berger von der Pleisse; 1768—1864) — австрийский военный деятель, фельдцейхмейстер (1849).

## Биография
Родился в 1768 году в Маттерсбурге.
На военную службу поступил в 1786 году и принимал участие в войне с Турцией и Наполеоновских войнах.
В 1793 году получил звание лейтенанта, в 1813 году — полковника, в 1824 году стал генерал-майором, в 1827 году — бригадиром, в 1832 году — фельдмаршалом.
Был военным комендантом в Тироле с 1831 года, комендантом крепости Temeswar (ныне город Тимишоара в Венгрии) — с 1837 года и комендантом города Арад (ныне в Румынии) — с 1844 года.
В 1836 году Иоганн Бергер фон дер Плейсе женился на графине Agnes von Gleispach и после выхода на gенсию жил с ней сначала в Вене, затем в Оденбурге (с 1851 года). В 1853 году он построил часовню своего имени с фамильным гербом семьи Бергер на входе; ныне она расположена по адресу: улица Иоганн Бергера, 22 (нем. Johann-Nepomuk-Berger Straße).
Умер 2 апреля 1864 года в Оденбурге (ныне город Шопрон в Венгрии).
В его честь в Австрии установлены памятники, выпущены почтовые открытка и марка.

## Награды
- Был награждён многими наградами, среди которых российский орден Святого Георгия 4-й степени (№ 2960; 3 августа 1814) и австрийский орден Марии Терезии (1815).